# منزل بيهايف

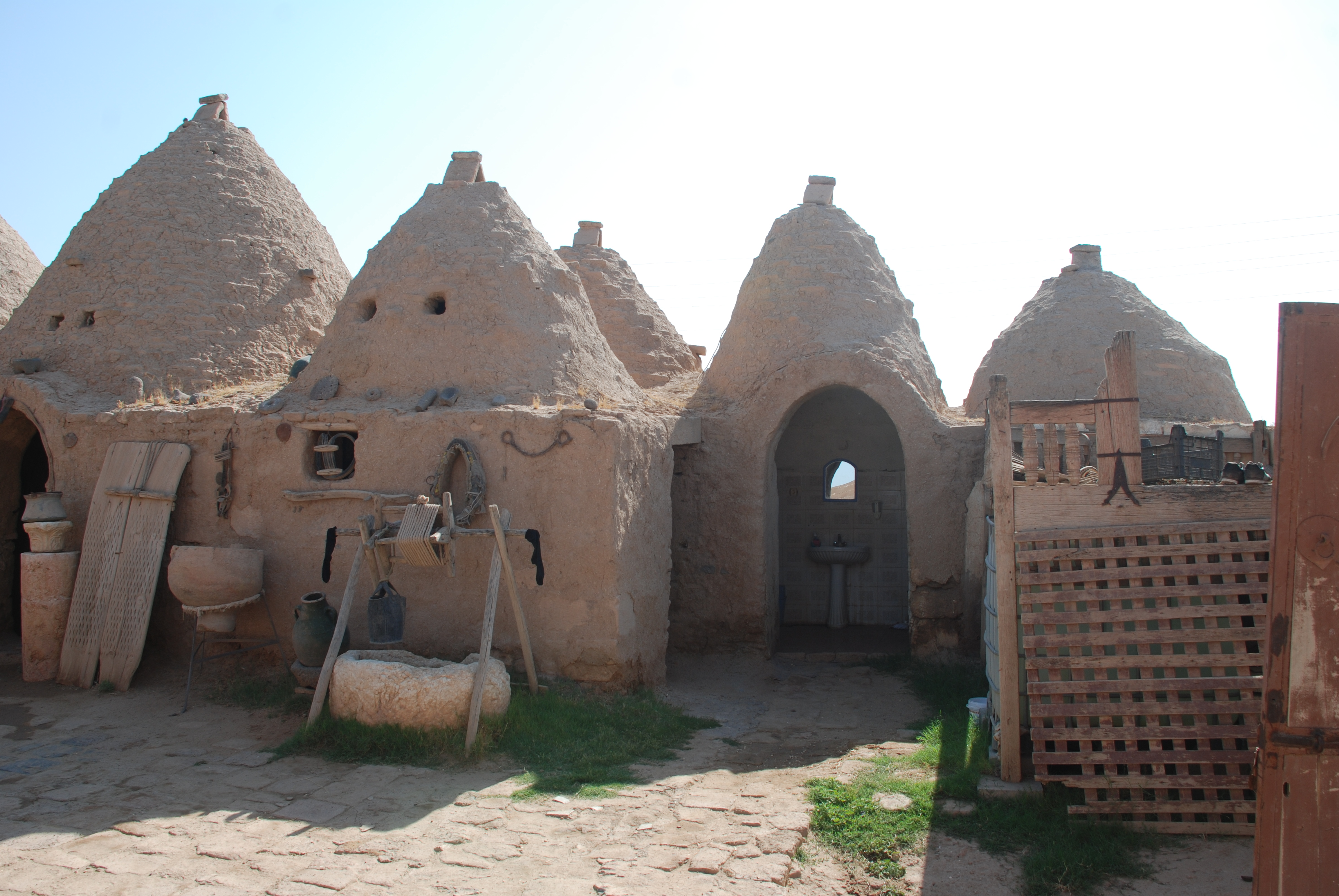
منازل في حران، تركيا

منزل بيهايف أو (بالإنجليزية:Beehive house)، هو مبنى مصنوع من الحجارة، يأخذ شكل دائري يعلوه سقف مقبب ويسكنه الإنسان. تعد هذه المنازل من أقدم المباني المعروفة في أيرلندا.

## التسمية
سميت منازل بيهايف، أو منازل خلية النحل ومنزل القبة بهذا الاسم لشكلها القريب من قش النحل (وهو هيكل يحفظ فيه النحل، عادة في شكل قبة أو صندوق).

## تاريخ
استخدمت قومية البانتويون القديمة هذا النوع من المنازل، واستعانوا لصناعته بالطين والأعمدة وروث البقر. قام المستوطنون الأوروبيون الأوائل في منطقة كارو بجنوب إفريقيا ببناء مبانٍ مماثلة تُعرف باسم المنازل المغطاة بالإفريز. يتم وصف هذه الهياكل ذات اللون الأبيضعلى أنها طبقات مدببة بمسار بناء دائري بحيث يتحقق شكل مخروطي عند اكتمال كل دورة، ونظرًا لعدم وجود دعامات خشبية لدعم السقف، فقد استخدموا طريقة بناء قديمة تُعرف باسم الطحن. تم تنفيذ هذه التقنية من خلال وضع مسارات متتالية من الحجر المسطح، يمتد كل منها إلى الداخل قليلاً أكثر من الطبقة الموجودة أسفله، حتى تتقابل الجدران تقريبًا في القمة، يمكن بعد ذلك إغلاق الفتحة المتبقية فوق السطح ببلاطة واحدة. كانت هذه الجدران الحجرية السميكة عوازل ممتازة ضد حرارة الصيف القاسية. تعد منازل بيهايف من أقدم المباني المعروفة في اسكتلندا وأيرلندا، ويرجع تاريخها إلى حوالي عام 2000 قبل الميلاد واستمر بناءها حتى أواخر القرن التاسع عشر للميلاد في بوليا (جنوب شرق إيطاليا).
تعد بلدة حران في تركيا هي أيضا موقع للمنازل التي تحاكي الهندسة المعمارية لقش خلية النحل ولا تزال موجودة حتى اليوم. قيل أن الهياكل، التي تتجمع مع بعضها مثل مستعمرة النمل الأبيض، قد شيدت كأقماع بلا نوافذ لأنها الطريقة الوحيدة لتحقيق سقف بدون خشب.

## مكتبة الصور

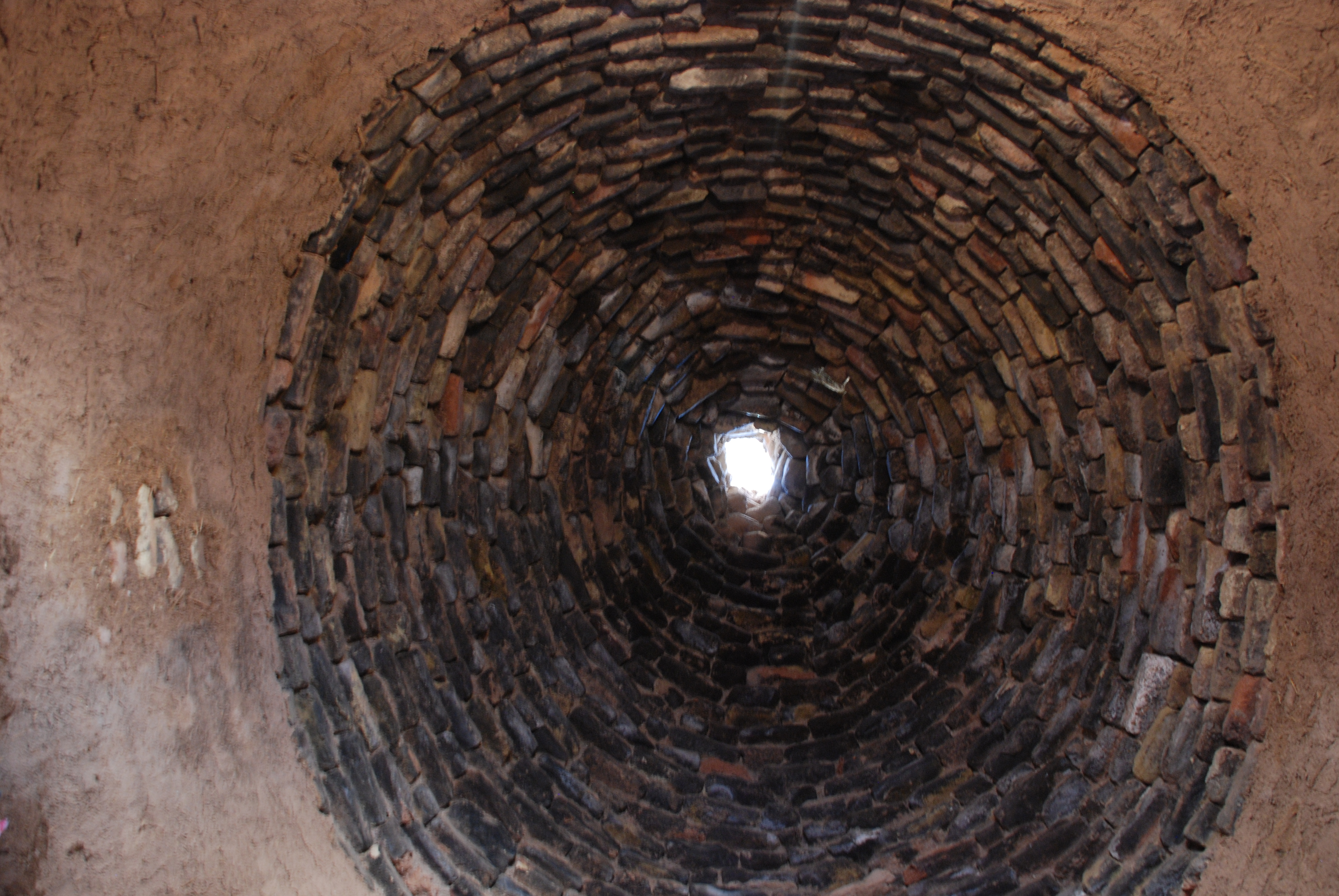
سقف قبة منزل بيهايف
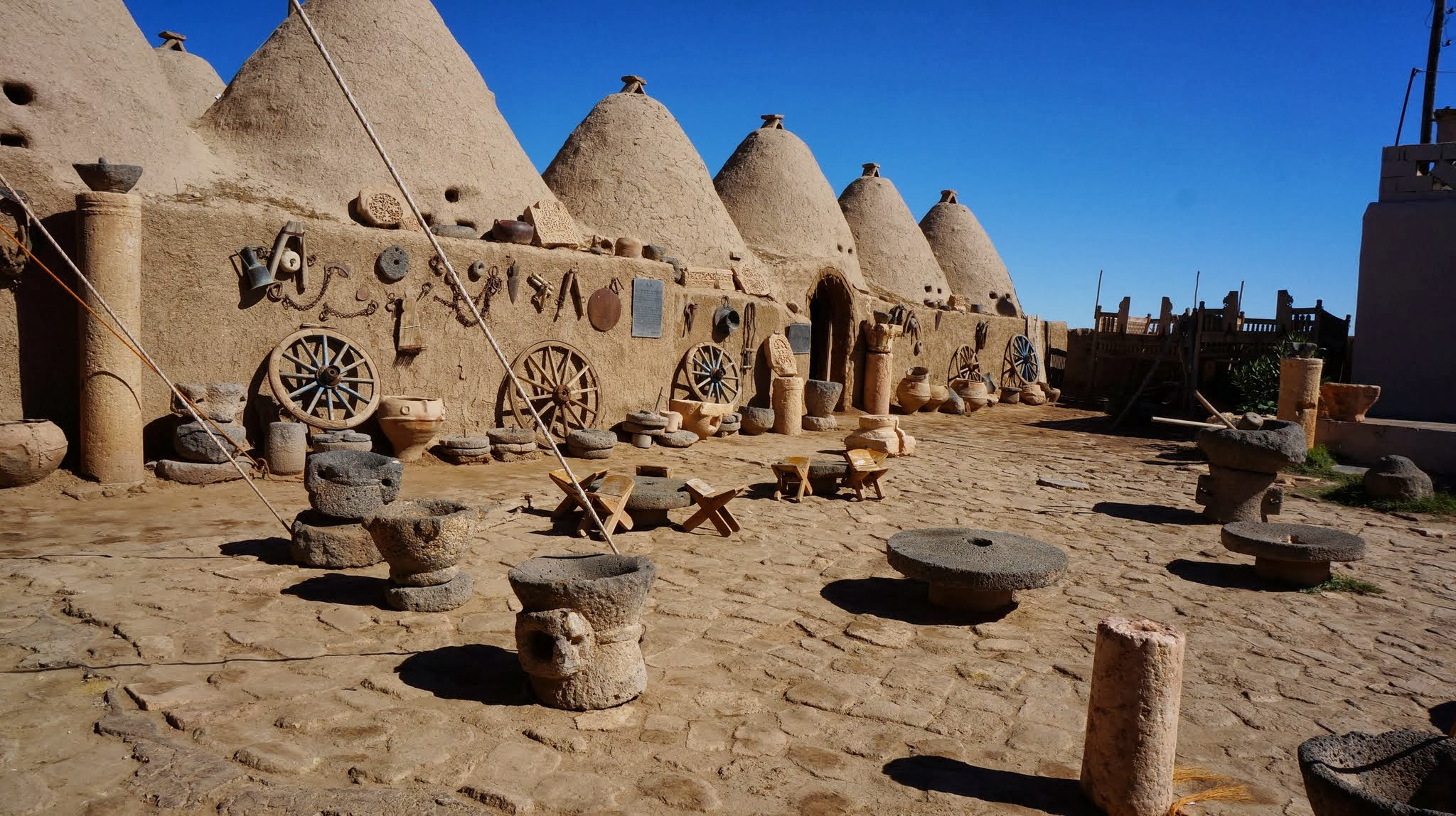
منازل بيهايف
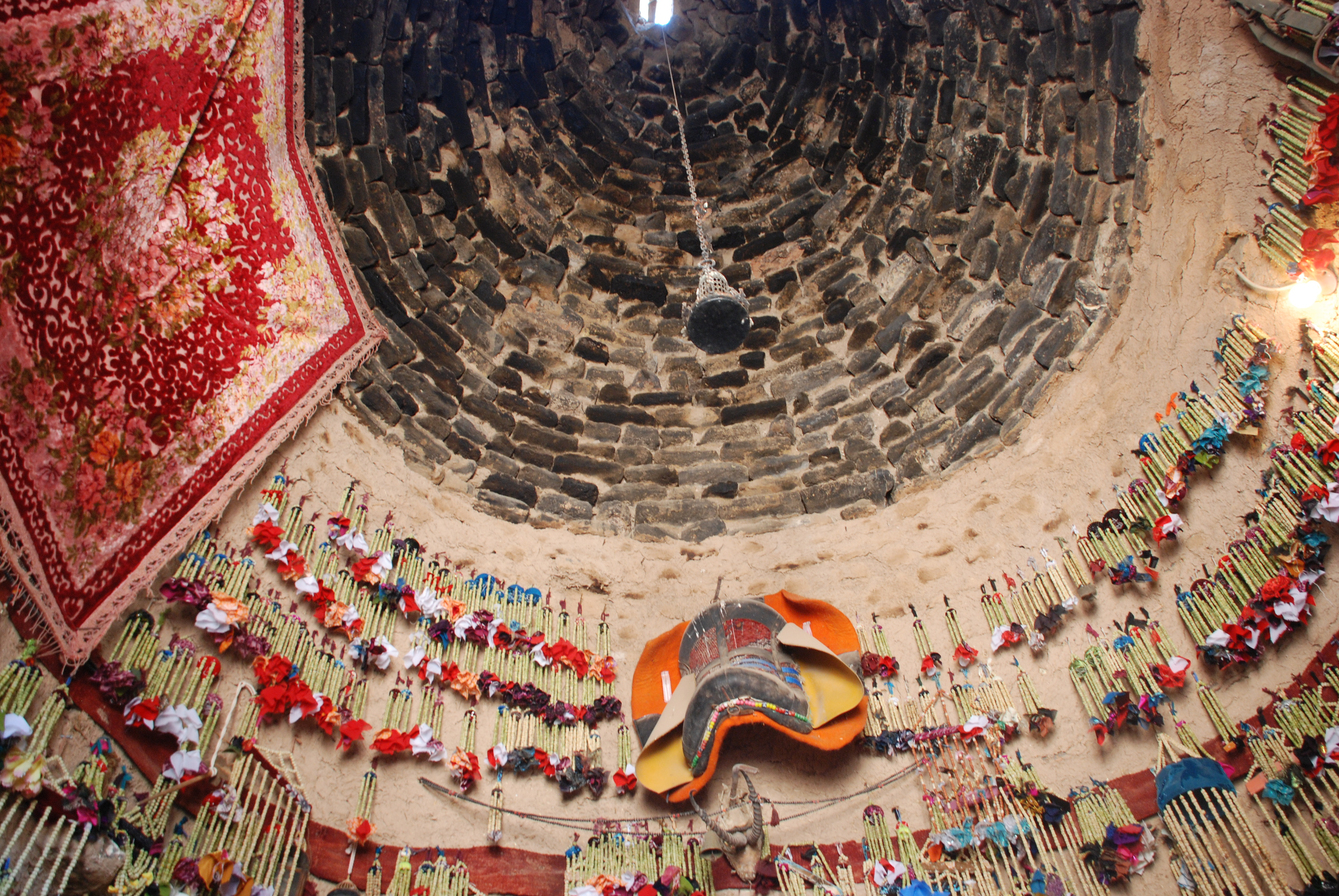
القبة والحلي العشبية على الحائط
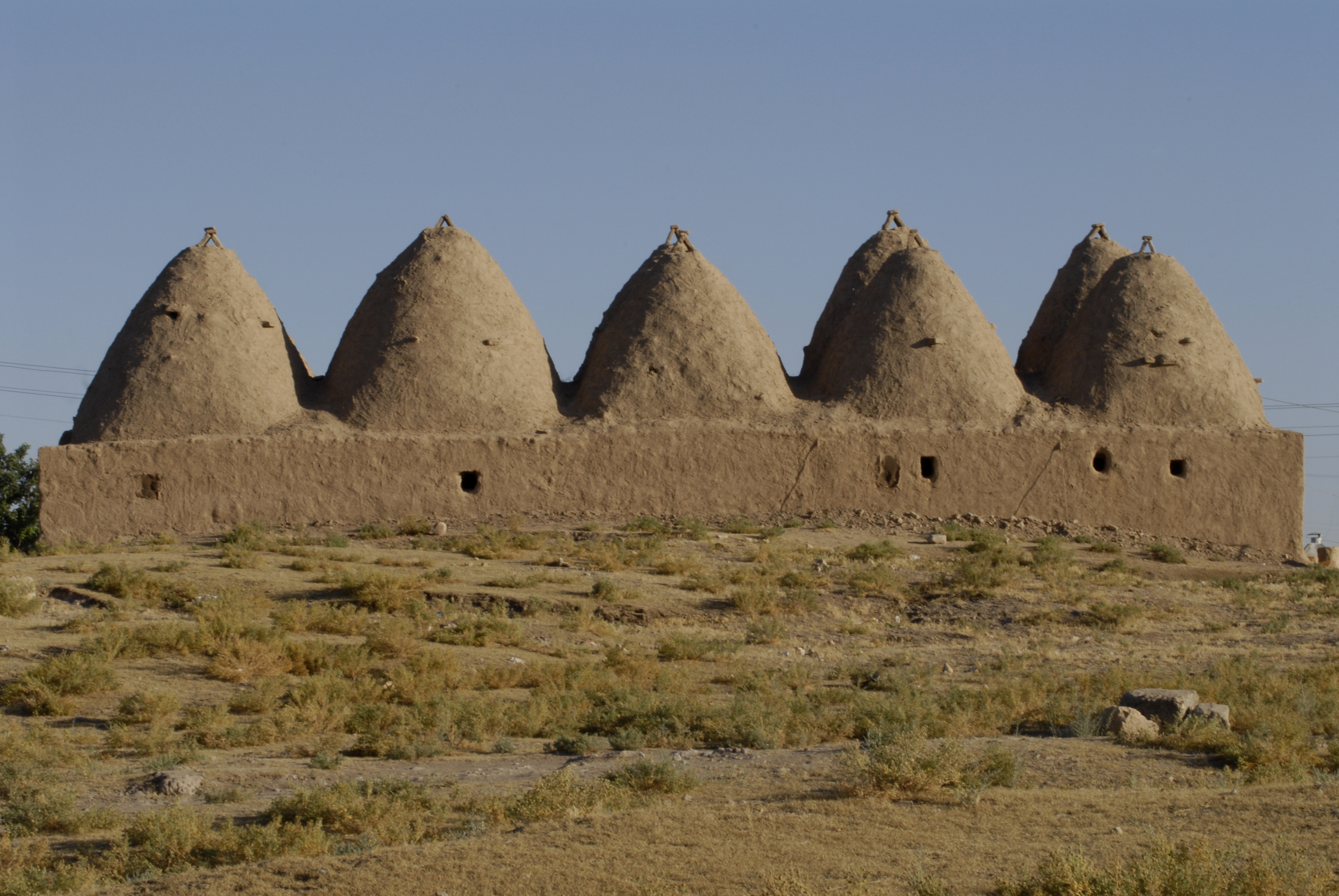
منازل بيهايف في حران حيث تبدو القبب واضحة

## روابط خارجية
منازل بيهايف بتركيا